# Rashid Hasan
Rashid Hasan es un deportista bareiní que compitió en taekwondo. Ganó una medalla de plata en el Campeonato Mundial de Taekwondo de 1982 y una medalla de bronce en el Campeonato Asiático de Taekwondo de 1986.

## Palmarés internacional
| Campeonato Mundial  | Campeonato Mundial  | Campeonato Mundial | Campeonato Mundial |
| Año                 | Lugar               | Medalla            | Categoría          |
| ------------------- | ------------------- | ------------------ | ------------------ |
| 1982                | Guayaquil (Ecuador) | Medalla de plata   | –78 kg             |
| Campeonato Asiático |                     |                    |                    |
| Año                 | Lugar               | Medalla            | Categoría          |
| 1986                | Darwin (Australia)  | Medalla de bronce  | +83 kg             |